# Strada Covaci
Strada Covaci este situată în centrul municipiului București, în sectorul 3. Numele străzii provine din termenul din slava veche, kovačĭ, care înseamnă „fierar” și arată meseria cu care se îndeletniceau, pe vremuri, meșterii pe această străduță.
Astăzi, pe Strada Covaci se află locații de tradiție, precum Cafeneaua Veche, cea mai veche cafenea atestată din București, Taverna Covaci, aflată în imediata vecinătate a locului în care s-au inventat micii (mititei), sau locații mai noi și moderne.

## Istoric
În timpul domniei lui Constantin Brâncoveanu, între actualele străzi Covaci și Șepcari, în apropiere de Curtea Domnească, domnitorul construise o grădină frumoasă, amenajată de peisagiști veniți din Italia. În această grădină se găsea un chioșc umbros, unde domnitorul mânca și se odihnea în zilele călduroase de vară.
Strada Covaci a fost trasată și modernizată la începutul secolul al XIX-lea. La aceea vreme se numea Strada Nouă. În perioada în care Centrul Vechi era un cartier de negustori și centrul comercial al capitalei, numeroase străzi primesc denumiri după numele breslașilor care locuiau acolo. Astfel, și strada Covaci este numită după breasla fierarilor care locuiau în număr mare pe această stradă. Strada a început să fie cunoscută sub acest nume de la 1852.
Cel care ne aduce în prim-plan misterul străzii Covaci este scriitorul Mateiu Caragiale, în cartea sa Craii de Curtea-Veche, a cărui acțiune începe în anul 1910. Craii de Curtea Veche, Povestitorul, Pașadia, Pantazi și Gore Pirgu, sunt cei patru prieteni care petrec zi de zi prin cârciumile din București. Aceștia se întâlnesc într-o seară de toamnă într-un birt aflat pe strada Covaci din Centrul Vechi al capitalei. La ieșirea din birtul de pe Covaci, cei patru primesc și numele cu care au rămas în istorie, de crai de Curte Veche. Pena Corcodușa, o bătrână beată și nebună, face circ pe stradă, adunând în jurul ei o mulțime de curioși care se amuzau. Văzându-i pe cei patru prieteni, bătrâna îi poreclește „crai de Curtea Veche”".
În anii 1930-1940 strada Covaci a purtat numele de strada Oituz, în amintirea luptelor din războiul de reîntregire

## Descriere
Strada Covaci este orientată de la vest spre est și se desfășoară pe o lungime de 210 de metri între străzile Șelari și Sfântul Anton. La circa 60 de metri de la intersecția cu strada Șelari , pe partea dreaptă este Strada Soarelui care ajunge în spatele Curții Vechi, apoi după încă 60 de metri, pe partea stângă, este intersecția cu Pasajul Francez. După alți 60 de metri strada Covaci se intersectează cu strada Șepcari și se continuă încă circa 30 de metri, până la intersecția cu strada Sfântul Anton. Strada a fost reabilitată în cadrul proiectului pilot de restaurare a zonei istorice din centrul capitalei inițiat de Primăria Bucureștiului.

## Monumente istorice și clădiri
Majoritatea clădirilor aflate pe strada Covaci au fost ridicate la sfârșitul secolului al XIX-lea. Ansamblul de arhitectură „Strada Covaci” este înscris pe Lista monumentelor istorice 2010 - Municipiul București - la nr. crt. 775, cod LMI B-II-a-B-18509. Pe lista monumentelor istorice este înscrisă și Cafeneaua veche de la numărul 16 (cod LMI B-II-m-B-18510).

## Galerie foto

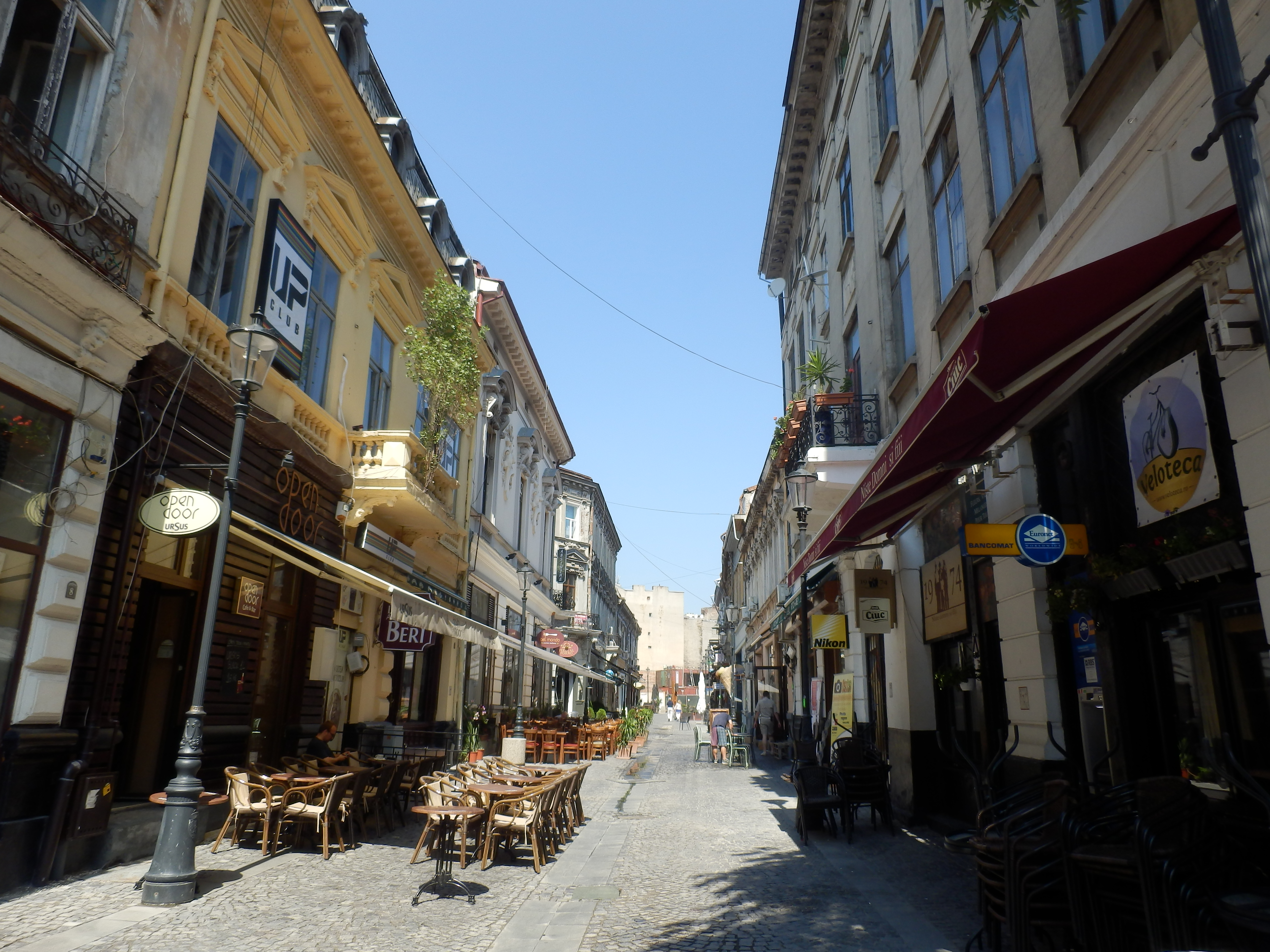
Strada Covaci în anul 2013, vedere dinspre str. Șelari
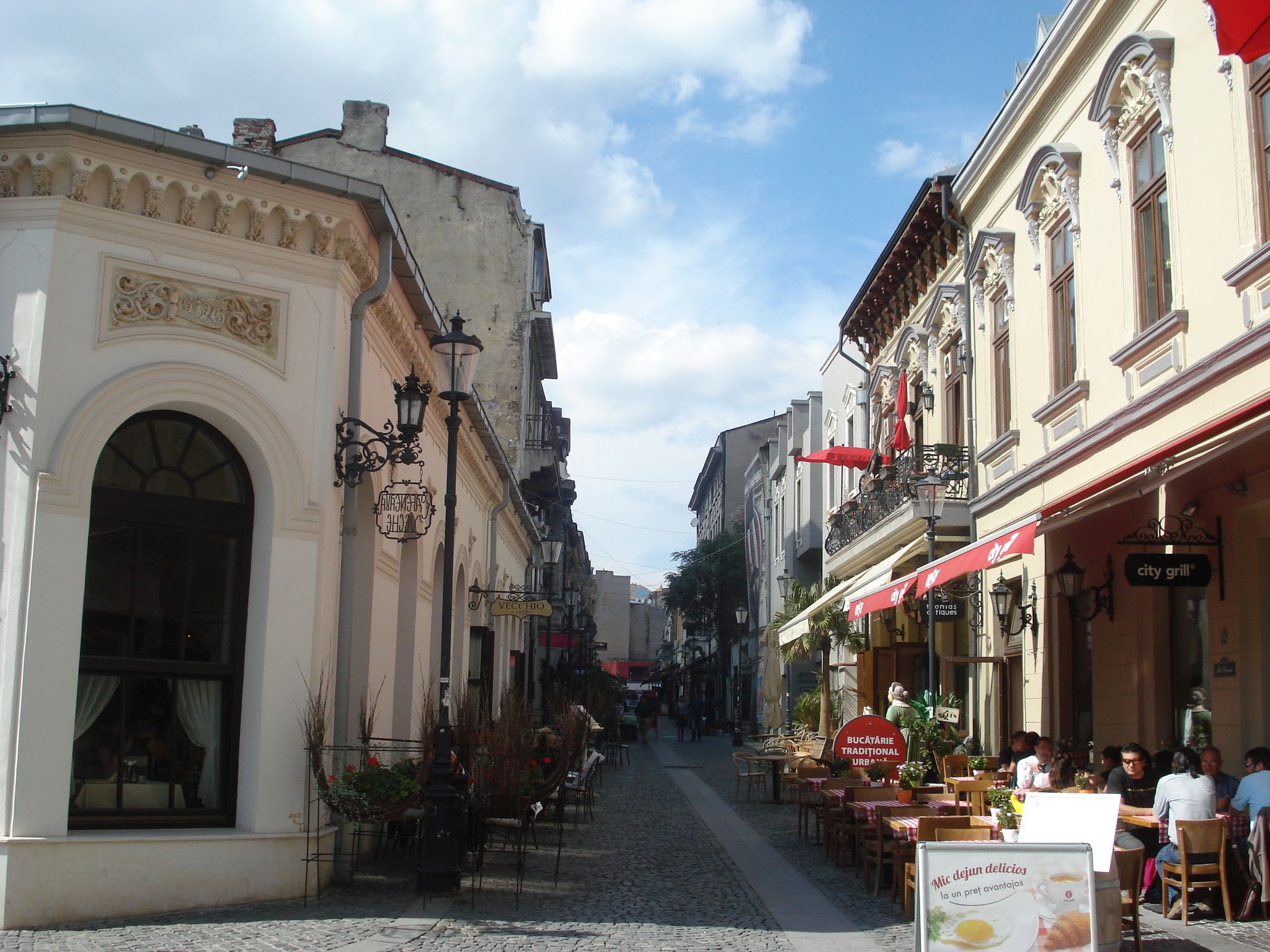
Strada Covaci în anul 2014, vedere dinspre str. Șepcari
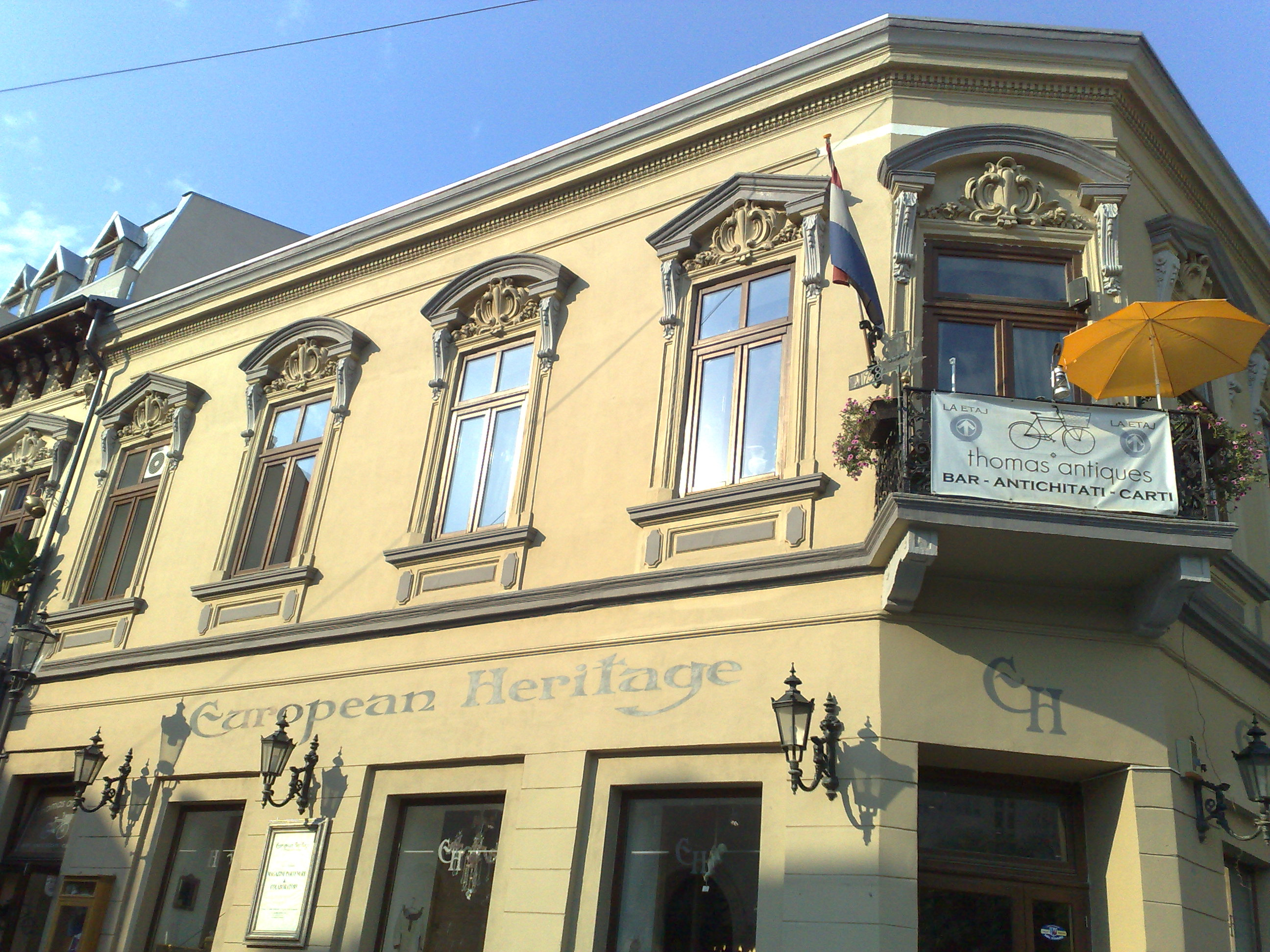
European Heritage, strada Covaci
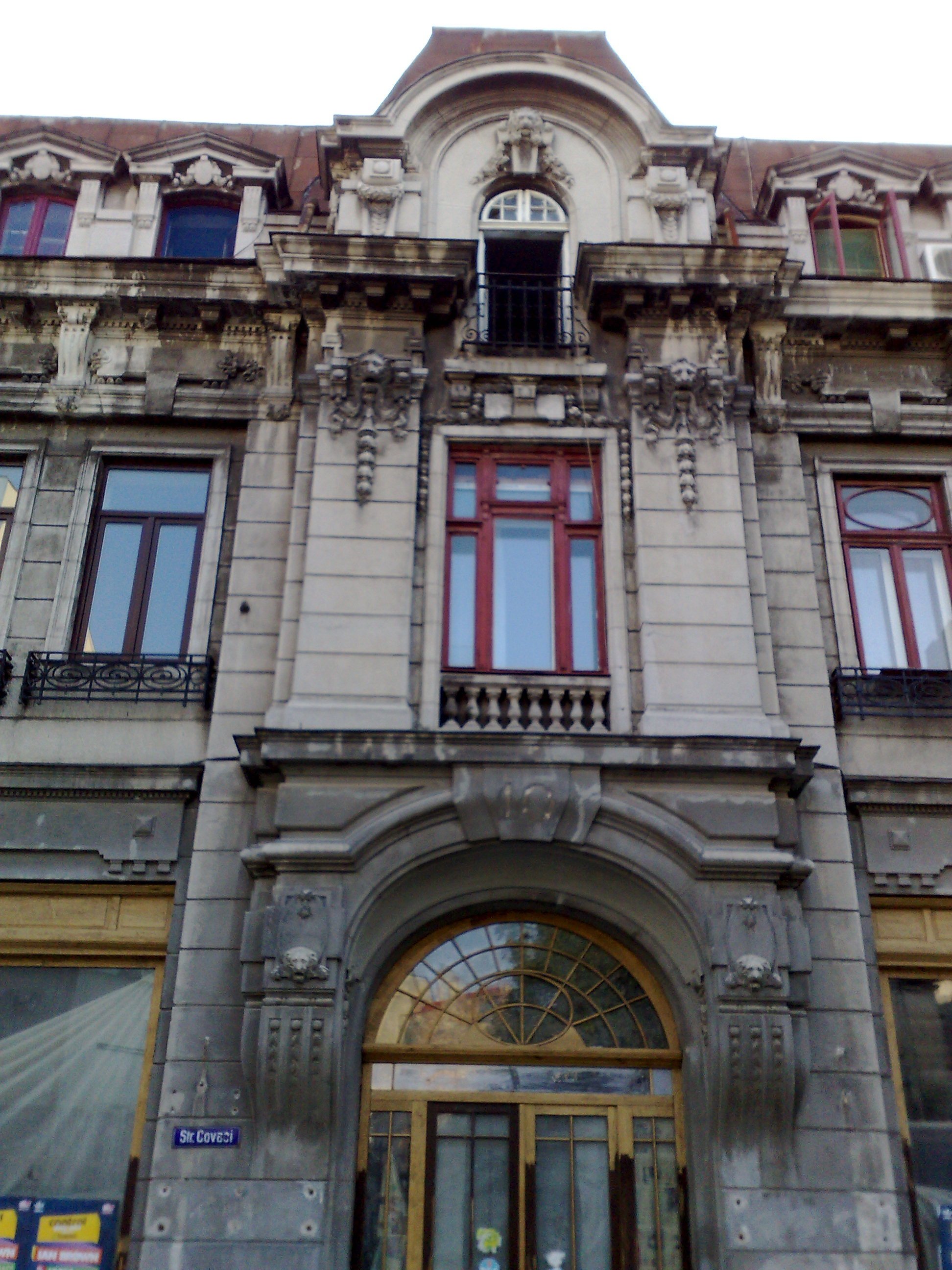
Strada Covaci, Nr. 10
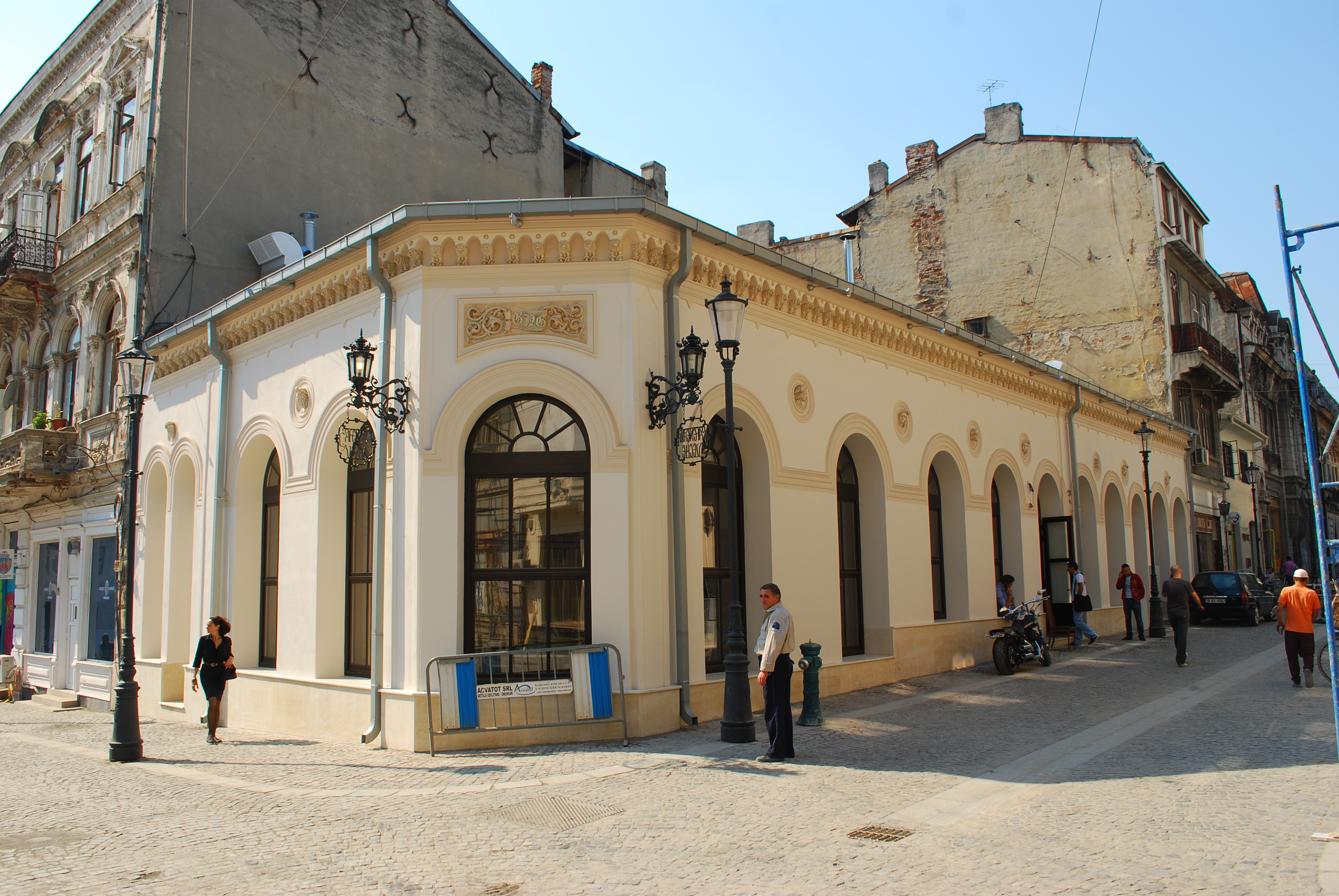
Strada Covaci nr. 16 - Cafeneaua Veche, monument istoric